# Hydrelia sylvata
Hydrelia sylvata là một loài bướm đêm thuộc họ Geometridae. Nó được tìm thấy ở khắp the temperate parts of miền Cổ bắc.
Sải cánh dài 27–30 mm. Con trưởng thành bay từ tháng 5 đến tháng 7 tùy theo địa điểm.
The larva chủ yếu ăn the leaves of various trees, bao gồm các loài Alnus glutinosa và Betula và Salix.

## Hình ảnh

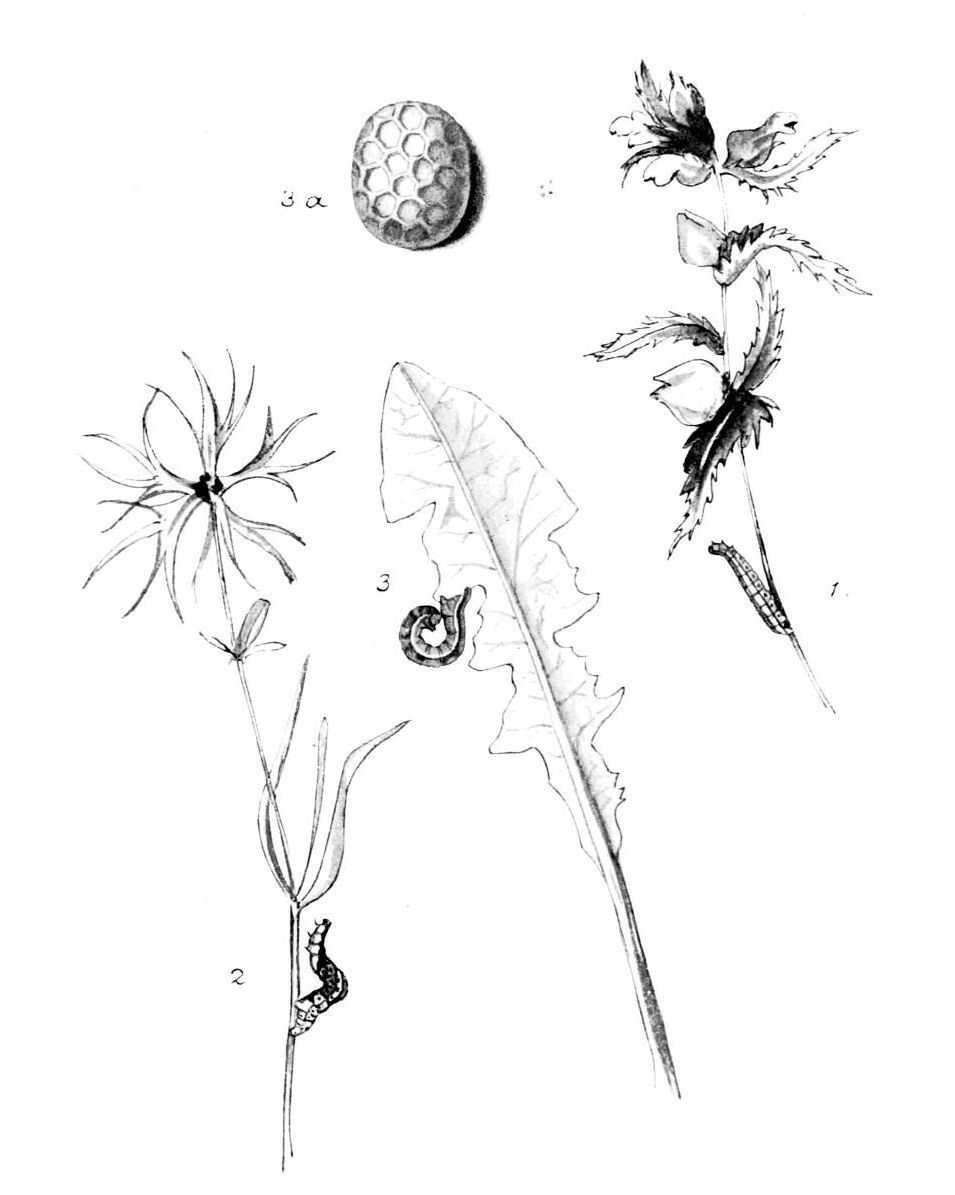
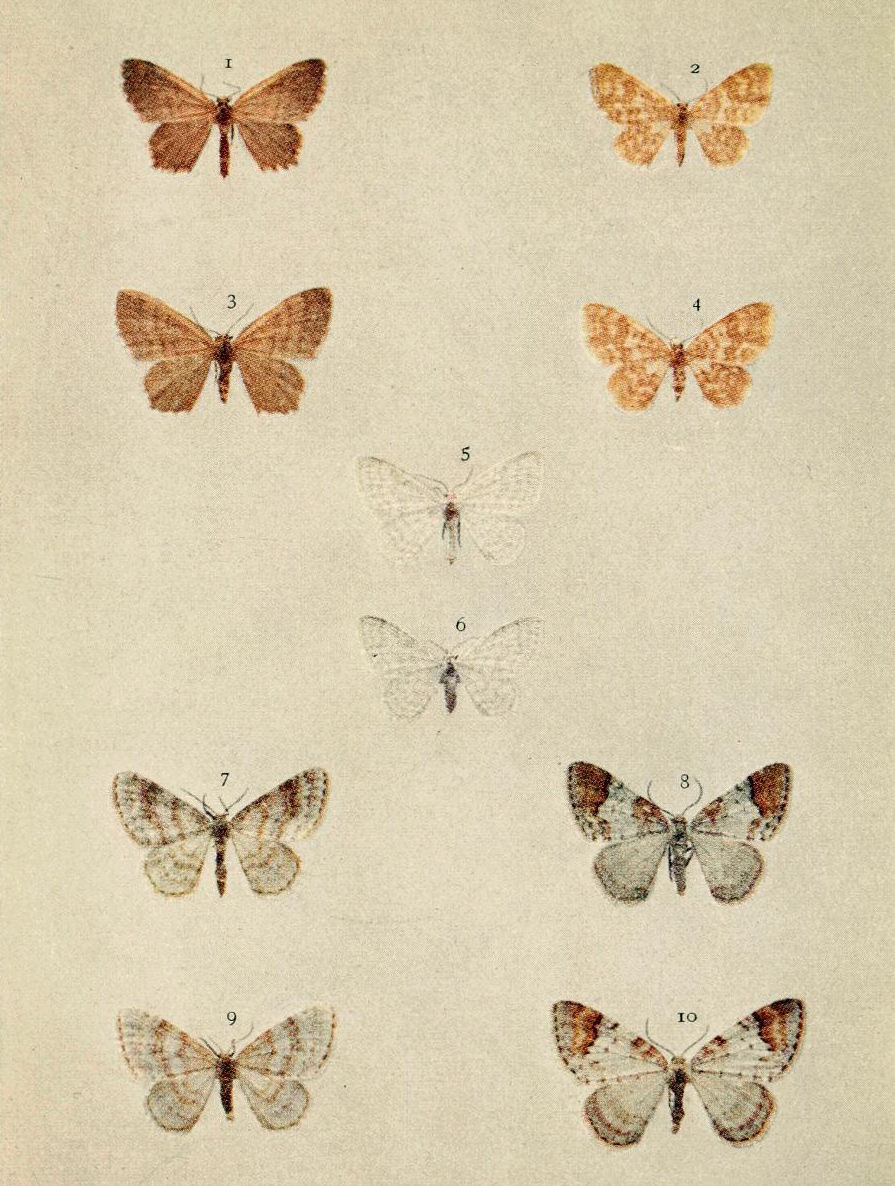